# Marquis Holston
Marquis Sean Holston, né le 10 juillet 1989, est un athlète portoricain, spécialiste du 200 et du 400 m.
Ses records personnels ont été réalisés le même jour, le 7 mai 2011, à Greensboro en Caroline du Nord : 20 s 73 et 46 s 00.
À Daegu 2011, il bat le record portoricain du relais 4 × 100 m.